# Todor Stanczew
Todor Stanczew (bułg. Тодор Станчев; ur. 9 sierpnia 1921, zm. w 2002) – bułgarski strzelec, olimpijczyk. 
Startował na igrzyskach olimpijskich w 1952 roku (Helsinki). Wystąpił tylko w strzelaniu z pistoletu szybkostrzelnego z odl. 25 m, w którym zajął 25. miejsce.

## Wyniki olimpijskie
| Igrzyska | Konkurencja                        | Wynik                | Miejsce    | Źródło |
| -------- | ---------------------------------- | -------------------- | ---------- | ------ |
| IO 1952  | Pistolet szybkostrzelny, 25 metrów | 552 punkty (276-276) | 25 (na 53) | [ 1 ]  |